# 사도두더지
사도두더지 또는 도쿠다두더지(Mogera tokudae)는 두더지과에 속하는 포유류의 일종이다. 일본의 토착종이다.

## 형태
몸통 길이가 15.3~16.7cm이고 꼬리 길이가 2.4~2.8cm, 몸무게는 95~135g이다. 등쪽 털은 암갈색과 갈색을 띤다. 두개골이 은근 크다고 한다.

## 생태
충적 평야의 논 등에 서식하고 습윤 토양 서식지를 좋아한다. 주로 환형동물이나 곤충을 먹지만 땅지네류와 같은 다지류와 씨앗 등을 먹는다. 봄에 한 번 2~6마리의 새끼를 낳는다.

## 분포
일본의 고유종이다.